# (38570) 1999 VH199
1999 VH199 (asteroide 38570) é um asteroide da cintura principal. Possui uma excentricidade de 0.07743760 e uma inclinação de 12.94916º.
Este asteroide foi descoberto no dia 2 de novembro de 1999 por CSS em Catalina.